# 男大空
『男大空』（おとこおおぞら）は、原作・雁屋哲、作画・池上遼一による漫画作品。1980年から1982年まで『週刊少年サンデー』（小学館）に連載された。1980年から1982年にかけて少年サンデーコミックスから全15巻が刊行された。のちにMFコミックス（メディアファクトリー）から再版されている。
両著者の出世作である『男組』の後継作として、同コンビで発表した作品である。高校生である主人公とそのライバルが、自己の正義と理念をストレートに主張し、国家レベルの権力や巨万の富を手にしながらも最後は己の肉体で戦うという構図は前作と共通のものである。しかし主人公らの性格や全体の作風は男組に比して明るく、登場する拳法も架空のものになっている。

## あらすじ
祭コンツェルンの総帥である祭万作は、政財界の汚職を暴こうとした矢先に暗殺された。それは、日本最大のコンツェルン、東西財閥を率いる鬼堂親子の陰謀であった。
祭家の末子である祭俵太は、鬼堂凱を倒すべく、寺で千手招魔（せんじゅしょうま）の荒行を積み、あらゆる技を見切る心眼を開く。そして志を同じくする仲間たちとともに、この世を愛に満ちた楽しい世の中に変えようとする。俵太の宿敵である鬼堂凱は、歴史を通じて日本を支配してきた寿羅木家の力を手に入れ、さらに中国拳法の必殺技を集めた殺人拳である暗黒拳法の奥義をも身に付ける。俵太は日本に古来から伝わる神骨拳法の極意「ささげる心」を会得し、二人は互いに男を賭けて戦い続ける。

## 登場人物
祭 俵太（まつり ひょうた）
主人公。祭家の五男。乱暴かつ単純ながらも情に厚い健気な性格の持ち主で、新宿を中心にスポーツ感覚で暴力団狩りを楽しむなど生来の喧嘩好き。権力者に勝つ為に、若者を集め互いに鍛えあおうと、荒廃しきっていた百合香（ユリイカ）学園に校長として乗り込む。
鬼堂 凱（きどう がい）
金の力で政財界をおさえている東西財閥の後継者。古柔術の達人でもある。ヒトラーを初めとする歴史上の覇者達を自分にとっての大先達と見なすほどの英雄願望の持ち主で、すでにビジネスの世界でも一流の仕事をこなして財界における東西財閥の力を磐石なものにする一方、百合香（ユリイカ）学園を初めとするいくつかの学園を犯罪者予備軍の養成所として運営し、彼らが参入する有力暴力団に影響力を行使する事で、表と裏の両社会に睨みを利かせ、ゆくゆくは日本の実権を握ろうと目論む。

## 書誌情報
- 少年サンデーコミックス（1980年9月 - 1982年12月、小学館、全15巻）
- MFコミックス（2003年8月 - 2004年5月、メディアファクトリー、全10巻）